# Jean Moreau (Kabarettist)
Jean Moreau, eigentlich: Giovanni Morovich, (* 8. Januar 1878 in Sisak, Kroatien; † 28. Juni 1952 in Berlin) war ein deutscher Kabarettist, Chansonnier und Schauspieler.

## Leben
Moreau wurde als Giovanni Morovich 1878 im kroatischen Sisak als Sohn eines Holzhändlers geboren. Nach einem Gesangsstudium im Stimmfach des lyrischen Baritons ging er nach Wien. Weitere Studien betrieb er in Brüssel, Paris und Dresden. Im Jahr 1906 kam er nach Berlin, um ein Engagement als Opernsänger anzutreten. Im Jahr 1909 wurde er von Rudolf Nelson, dem Direktor des Berliner Chat Noir, als Chansonnier an sein Kabarett engagiert. In der Folge führten ihn Gastspielreisen um die ganze Welt. Bald galt er als der ‘Grandseigneur des weltstädtisch kultivierten Chansons’.
Sein Repertoire reichte 'vom kleinen sentimentalen Liedchen über das sozial engagierte Chanson bis zu hochdramatischen Ballade'. Berühmt gewordene Vorträge von ihm waren z. B. „Das Ladenmädel“ von Rudolf Nelson, das Mutterlied „Zwei kleine schmutzige Hände“ von O. A. Alberts und Siegfried Nicklass-Kempner, und „La Glu“, die Ballade vom Mutterherz, die Yvette Guilbert bekannt gemacht hat.
Schon vor 1914 machte er für die Grammophon mehrere Plattenaufnahmen. Nach dem Ersten Weltkrieg wirkte er als Schauspieler in mehreren Stummfilmen mit. In der Kritik zum Film Alkohol von Dr. J. B. (= Dr. J. Brandt) im ‘Film-Kurier’ Nr. 2 vom 3. Jänner 1920 wird dem „genialen Kabarettier“ eine „prächtige schauspielerische Charakterzeichnung“ attestiert. Noch 1927 war er in der Rolle des Sanitätsrats Dr. Grauvogel in dem Film „Zwei unterm Himmelszelt“ zu sehen.
1925 trat Moreau mit einer Russischen Ballade und der Vertonung eines Gedichts von Nikolaus Lenau in der Berliner Funkstunde auf, am Klavier begleitet von Franz S. Bruinier, welcher auch mehrere Texte für ihn vertonte.
Im Jahr 1926 erlitt er einen Schlaganfall, von dem er sich nicht mehr vollständig erholte und deswegen seine Bühnenkarriere beendete. Er verdiente sich nun seinen Lebensunterhalt als Gesangslehrer, u. a. in Prag und München. In seinen letzten Lebensjahren war er gezwungen, in Armut zu leben. Zu Beginn der 1950er Jahre zog er wieder nach Berlin. Noch 1952 fand dort eine Veranstaltung zu seinen Ehren statt.
Moreau starb unverheiratet 1952 im Alter von 74 Jahren an einem Herzleiden in seiner Wohnung in Berlin-Charlottenburg.

## Filmografie
- 1918: Die Toten rächen sich; Rolle: Fürst
- 1918: Flimmersterne; Rolle: Kunstmaler
- 1920: Alkohol; Rolle: Zuchthäusler
- 1927: Zwei unterm Himmelszelt; Rolle: Sanitätsrat

## Tondokumente (Auswahl)
- Made in Germany (Text von Fritz Grünbaum, Musik von Rudolph Nelson) Gesungen von Jean Moreau, Bariton vom Cabaret "Chat noir", Conférence: Fritz Grünbaum, am Klavier: der Komponist. Berlin. Gramophone Concert Record GC-4-42186 (mx. 195 ab)[8]
- Das Ladenmädel (Text von Willi Wolff, Musik von Rudolph Nelson) Gesungen von Jean Moreau, Bariton vom Cabaret "Chat noir", am Klavier: der Komponist. Berlin. Gramophone Concert Record GC-4-42187 (mx. 196 ab)[9]
- Abbé und Gräfin (Text von Leo Heller, Musik von Béla Laszky) Grammophon 14 335 (mx. 1083 ar)
- Drei Briefe (Nicklass-Kempner) Grammophon 14 335 (mx. 1084 ar)
- Zwei kleine schmutzige Hände : I. Teil (Text von Alberts, Musik von Nicklaß-Kempner) Schallplatte “Grammophon” 13 499 (mx. 17 750 L)
- Zwei kleine schmutzige Hände : II. Teil (Text von Alberts, Musik von Nicklaß-Kempner) Schallplatte “Grammophon” 13 499 (mx. 17 751 L)
- Czardas [Spielt mir den Csárdás, spielt ihn mir gut] (Nicklass-Kempner) Schallplatte “Grammophon” 15 897 (mx. 110 an)
- Der Wohnungslose (Nicklass-Kempner) Schallplatte “Grammophon” 15 897 (mx. 111 an)